# Jean Gerson
Jean Charlier de Gerson, francoski teolog, filozof, pesnik in mistik, rektor Pariške univerze, * 13. december 1363, Gerson-les-Barby, Šampanja, Francija, † 12. julij 1429, Lyon, Francija.
Bil je vodilni v spravnem gibanju za enega papeža, saj si je prizadeval za odpravo papeškega razkola in eden najbolj uglednih teologov ekumenskega sveta v Konstanci. Bil je eden prvih mislecev teorije naravnih pravic in eden prvih posameznikov, ki je branil Ivano Orleansko in razglašal njeno izredno nadnaravno poslanstvo.
Poleg tega, da je bil razgledan učenjak, je bil tudi mistik. Zanj obvelja, da je boljše kot vsa človeška modrost in boljše kot Platon in Aristotel, ravnati se po besedah: "Pokorite se in verujte evangeliju!" Mistična teologija izvira iz doživetja Boga in je mogoča tudi za ljudi preprostega duha.

## Življenje

### Zgodnja in študijska leta
Gerson je bil rojen 13. decembra 1363 v kraju Gerson-les-Barby, v grofiji Šampanja, v Franciji, umrl pa je 12. julija 1429 v Lyonu, prav tako v Franciji. Ime njegovega rojstnega kraja Gerson se je kasneje izgubilo in danes je ostalo le ime vasi Barby.
Njegova starša, Arnulphe Charlier in Élisabeth de la Chardenière, sta bila zelo pobožna kmeta. V družini je bilo 12 otrok in kar 7 od njih (štiri hčere in trije sinovi) so svoje življenje posvetili verskemu življenju. 
Pri štirinajstih letih je mladi Jean Gerson zapustil rojstni kraj in bil poslan v Pariz na slavni Collège de Navarre . Po petih letih študija je pridobil diplomo iz umetnosti in nato začel študirati teologijo pri dveh zelo slavnih učiteljih: pri Gillesu Deschampsu (Aegidius Campensis) in pri Petru d'Aillyju (Pierre d'Ailly, Petrus de Alliaco). Peter d'Ailly je bil takrat rektor kolidža in hkrati rektor Pariške univerze, kasneje pa je postal škof Puyja, nato nadškof Cambraija in nazadnje kardinal. Peter d'Ailly je ostal Gersonov prijatelj vse življenje in pozneje je celo izgledalo, kot bi učenec Jean Gerson postal učitelj svojemu učitelju Petru d'Aillyu.

### Pariška univerza
Gerson je kmalu dobil povabilo Pariške univerze. Leta 1384 je Jean Gerson diplomiral iz teologije. Tri leta kasneje mu je bila dodeljena še večja čast. Skupaj z rektorjem univerze in drugimi, so ga poslali, da zastopa univerzo v pritožbenem primeru, ki se je reševal pri (proti)papežu Klemenu VII.. Obravnavali so aragonskega dominikanca Janeza Monzóna, svežega doktoranda Univerze v Parizu, ki je zapadel v nemilost zaradi dvoma o Marijinem brezmadežnem spočetju, kar je bilo prevladujoče stališče dominikancev tistega časa. Sklic je Monzóna utišal in mu pred grožnjo izobčenja prepovedal objavljati ter izgnal iz univerze.
Monzón se je pritožil (proti)papežu Klemenu VII. v Avignonu. Peter d'Ailly, Gerson in drugi delegati iz univerze so osebno podpirali doktrino brezmadežnega pojmovanja. Bili so zadovoljni, da so ta primer reševali v okviru pristojnosti univerze, saj so tako preizkusili tudi druge univerzitetne teološke učitelje. Gersonovi biografi primerjajo Gersonov obisk v Avignonu, v okviru reševanja omenjenega primera, z Luthrovim obiskom Rima. Od tedaj si je Gerson prizadeval za duhovnost univerz, za reformo morale duhovščine in za odpravo razkola, ki je razdelil cerkev. En papež je bil v Avignonu, drugi pa v Rimu. Zahodni razkol je obdobje v zgodovini katoliške Cerkve, v katerem sta se za papeški naslov potegovala dva ali celo trije papeži, ki so imeli v več deželah tudi svoje pripadnike in je trajal od leta 1378 do leta 1417. Trajal je skoraj štirideset let. Ni šlo za vprašanje teologije, vere ali morale; razlogi so bili politični. Več mož je istočasno trdilo, da so pravi papeži in vsakdo od njih je imel tudi svoje privržence v različnih deželah. 
Leta 1394 je Gerson promoviral iz teologije. Naslednje leto, ko je Peter d'Ailly postal škof Puyja, pa je bil pri dvaintridesetih letih izvoljen za rektorja Univerze v Parizu. Univerza je bila takrat na vrhuncu svoje slave in njen potencialni rektor ni smel uživati slave učenjaka samo v Franciji, temveč tudi po Evropi. Prizadeval si je, da bi ohranil suverenost univerze napram posvetni in cerkveni oblasti (avtonomija univerze). Tako je krepil ugled univerze in privabljal na univerzo veliko študentov iz celotne Evrope. Gersonovi spisi pričajo o njegovem globokemu občutku odgovornosti, skrbi in težavah spričo svojega odgovornega položaja, ki ga je zasedal. Ves čas je porabljal za pisanje pisem, analiza njegovih pisanj pa je tudi njegova najboljša biografija. Gersonovo delo ima tri obdobja: čas, ko se je ukvarjal s preoblikovanjem univerzitetnega študija; čas, ko je snoval načrte za premagovanje tako imenovanega cerkvenega zahodnega razkola (višek njegove vložene energije datira v leto 1404) in čas pokoja, ko se je umaknil iz politike in je pisal knjige o pobožnosti.

### Zahodni razkol
Gerson je s svojimi deli hotel pomirjujoče vplivati na razkol. Njegov cilj je bil razrešiti spor Cerkve. Po smrti papeža Gregorja XI. leta 1378, sta bila pravnomočno izvoljena dva papeža. Najprej v Rimu, kjer je bil mimo kardinalov iz Avignona izvoljen papež Urban VI.. Ta izvolitev Francozom ni ustrezala, zato so v Avignonu izvolili novega (proti)papeža Klemena VII.. V tem času so bile vodilne avtoritete Pariške univerze Jean Gerson, Peter d'Ally in Nikolaj iz Clemangesa, ki so se sestali in skušali najti rešitve za razkol. Po njihovem bi se situacija lahko razrešila na tri načine: z arbitražo, z odstopoma obeh papežev in preko sveta kardinalov. Po Klemenovi smrti je bil sprejet program univerze, torej z odstopom obeh papežev ali preko sveta kardinalov. Večina Evrope in voditeljev je podpirala ta načrt. Med tem časom je Gerson neumorno pisal in najprej se v njegovih delih vidi možnost razrešitve z odstopom (Protest. super statuni ecclesiae, Tractatus de modo habendi se tempore schismatis, De schismate, itd.). Zaradi trmoglavosti obeh papežev je bila ta možnost izključena, zato so se začele priprav na koncil v Pizi. Gerson je za to priložnost spisal več brošur, med katerimi sta najbolj pomembni Trilogus in materia schismatis in De unitate Ecclesiae. V njih je izražal svoje rešitve, saj piše, da bi lahko dosegli ponovno enotnost Cerkve. Tam so za novega, tretjega papeža izvolili Aleksandra V., kar je prispevalo le še k večji zmedi. Gerson je naslovil novega papeža v delu Sermo coram Alexandro Papa in die ascensionis in concilio Pisano. Kljub temu papež ni uspel prinesti miru in je tako svet pridobil le še enega papeža več. Gerson je kljub neuspelim poskusom njegovih knjig še vedno vztrajal. Prav tako se je v tistem času še nasprotoval mlačnosti francoskega kralja Karla VI.. Rivalstvo med burgundsko in orleansko hišo je uničevalo Francijo, sodu pa je izbilo dno umor kraljevega brata in orleanskega vojvode Ludvika I.. Francoski teolog Jean Petit je upravičil to dejanje, Gerson mu je nasprotoval in dal obsoditi njegove obtožbe, ki pa so kljub nasprotovanju ostale necenzurirane. Na tem področju se je trudil spremeniti mišljenje ljudi, čemur bi sledila ozdravitev Cerkve in ljudstva. 
Njegove želje in ideje o razrešitvi shizme je podprl rimsko-nemški cesar Sigismund Luksemburški, s pomočjo katerega je leta 1414 sklical nov koncil v Konstanci. Štiri leta je trajalo, preden so razrešili vse tri papeže in za novega, veljavnega papeža izvolili Martina V.. Na koncilu, kjer so tudi obsodili in sežgali Jana Husa skupaj z njegovim zagovornikom Hieronimom Praškim, je imel Gerson zelo velik vpliv. Kljub temu ga je večina razumela narobe na temo moči svéta kardinalov v razmerju do papeške avtoritete. Ideja naj bi se prakticirala le v nujnih primerih. Bil je zvest podanik Cerkve in jo je le hotel spraviti na pravo pot, čeprav so se znotraj nje že močno kazale reformacijske težnje.
Na koncu je koncil v Konstanci pomenil njegov padec, saj ni potrdil njegovih obtožb glede Jeana Petita. Obtožena je bila le ena Petitova točka in le-to je izničil papež Martin V.. Zaradi tega in zaradi rasti moči burgundske hiše je v strahu zbežal iz Francije v Rattenberg, kjer je napisal znano knjigo De consolatione theologiae.

### Zadnja leta
Ob vrnitvi v Francijo se je odpravil v Lyon k bratu, ki je bil predstojnik tamkajšnjega celestinskega samostana. V zadnjem desetletju življenja v Lyonu je Gerson spisal več del: razpravo na Marijine hvalospeve, komentar na Visoko pesem in prav tako je veliko sodeloval s kartuzijanskim redom na literarnem področju o misticizmu in duhovnem življenju. Umrl je v Lyonu, 12. julija 1429.

## Dela
V mistični teologiji je bil Gerson pod vplivom sv. Avguština in sv. Bonaventure. V času svojega življenja je bil največji krščanski učitelj, sodobniki so ga imenovali tudi Doctor Christianissimus in Doctor Consolatorius).  
Leta 1402 je napisal razpravo De Vita Spirituali Animae, prvi poskus razvoja teorije naravnih pravic, kjer je razvil teorijo, da je svoboda tretirana enako kot lastnina. Pripisovali so mu delo De imitatione Christi (Posnemanje Kristusa). V latinskem jeziku je pisal filozofske, duhovne in mistične spise. Glavna dela so: De modis significandi (O načinih označevanja), De concordia metaphysicae cum logica (O ujemanju metafizike in logike), Mons contemplationis (Gora kontemplacije), Theologia mystica speculativa et practica (Spekulativna in praktična mistična teologija). Poznana dela so še Opera Omnia, Vivax Rex Veniat Rex, in ostala.